# Klattia partita
Klattia partita är en irisväxtart som beskrevs av John Gilbert Baker. Klattia partita ingår i släktet Klattia och familjen irisväxter. Inga underarter finns listade i Catalogue of Life.